# 마리우스 우르지커
마리우스 다니엘 우르지커(루마니아어: Marius Daniel Urzicǎ, 1975년 9월 30일~)는 루마니아의 체조 선수이다. 2000년 하계 올림픽에서 안마 금메달들 획득했고, 1996년과 2004년 하계 올림픽 당시에 안마 은메달을 획득했다. 또한 세계 선수권 대회에서 안마 부문 3번 우승했다.